# Собальковский, Щепан
Ще́пан Собалько́вский (пол. Szczepan Sobalkowski, 23 декабря 1902 года, Кромолув, Польша — 12 февраля 1958 года, Ченстохова, Польша) — католический прелат, ректор Высшей духовной семинарии в Кельце (1945—1958), вспомогательный епископ епархии Кельце с 3 июня 1957 года по 12 февраля 1958 год.

## Биография
27 июля 1924 года Щепан Собальковский был рукоположен в священника в Инсбруке. Служил в епархии Кельце. С 1945 ПО 1958 год был ректором Высшей духовной семинарии в Кельце. В 1951 году был арестован за религиозную деятельность и находился в заключении до 1955 года.
3 июня 1957 года Римский папа Пий XII назначил Щепана Собальковского вспомогательным епископом епархии Кельце и титулярным епископом Медели. 11 февраля 1958 года состоялось рукоположение Щепана Собальковского в епископа, которое совершил епископ Кельце Чеслав Качмарек в сослужении с епископом Лодзи Михалом Клепачем и епископом Люблина Петром Калвой.
Скончался 12 февраля 1958 года на следующий день после рукоположения в епископа.